# GmailFS
GmailFS ist ein virtuelles Dateisystem, das von Richard Jones entwickelt wurde. Es erlaubt Benutzern, ihr E-Mail-Konto bei Google Mail als Speicherort einzuhängen und wie eine lokale Festplatte zu benutzen. GmailFS wurde ursprünglich für Linux entwickelt, es existieren jedoch auch Varianten für Windows wie etwa die GMail Drive shell extension. GmailFS ist nicht zu verwechseln mit dem von Google entwickelten Google File System. Mit "gDisk" gab es ab Januar 2007 ein ähnliches Programm für Mac OS X, welches jedoch aufgrund von späteren Systemumstellungen durch Google nicht mehr kompatibel ist.
Da die Entwicklung der von GmailFS benötigten Bibliothek libgmail eingestellt wurde, hat der Autor von GmailFS 2009 angekündigt, die Weiterentwicklung einzustellen. Google selbst stellte im Jahr 2012 mit Google Drive einen vergleichbaren Dienst vor, der ebenfalls auf das Speicherkontingent von Gmail zurückgreift, aber von diesem Dienst vollständig unabhängig arbeitet und einen größeren Funktionsumfang bietet.

## Funktionsweise
GmailFS baut ein Dateisystem mithilfe von FUSE (das es erlaubt, Dateisysteme vom Benutzer und nicht vom Kernel steuern zu lassen). Die Kommunikation mit Google Mail findet über eine Python-Bibliothek mit dem Namen libgmail statt. GmailFS selbst ist ebenfalls in Python geschrieben.
Durch die Benutzung von GmailFS wird Speicherplatz von dem 15 GB großen Kontingent des Gmail-Accounts des Anwenders belegt. Der Speicher kann von jedem Computer mit Internetanschluss aus erreicht werden. Die Geschwindigkeit des Zugriffs auf das Dateisystem ist von der Geschwindigkeit des Internetzugangs des Benutzers und des Google-Servers abhängig. Über MacFUSE ist GmailFS auch für das Apple-Betriebssystem zugänglich.